# The Tip
The Tip (The Tip; or, “Him” and the Fortune-Teller) è un cortometraggio muto del 1918 diretto da Billy Gilbert e Gilbert Pratt, interpretato da Harold Lloyd.

## Produzione
Il film fu prodotto da Hal Roach per la Rolin Films. Venne girato dall'11 al 20 settembre 1917.

## Distribuzione
Distribuito dalla Pathé Exchange, il film - un cortometraggio in una bobina - uscì nelle sale cinematografiche USA il 6 gennaio 1918. La Pathé Frères lo distribuì in Francia il 7 marzo 1919 con il titolo Lui et la voyante. Negli Stati Uniti, ne venne fatta una riedizione nel 1921.
Copie della pellicola sono conservate negli archivi dell'International Museum of Photography and Film at George Eastman House e in collezioni private.